# Procida

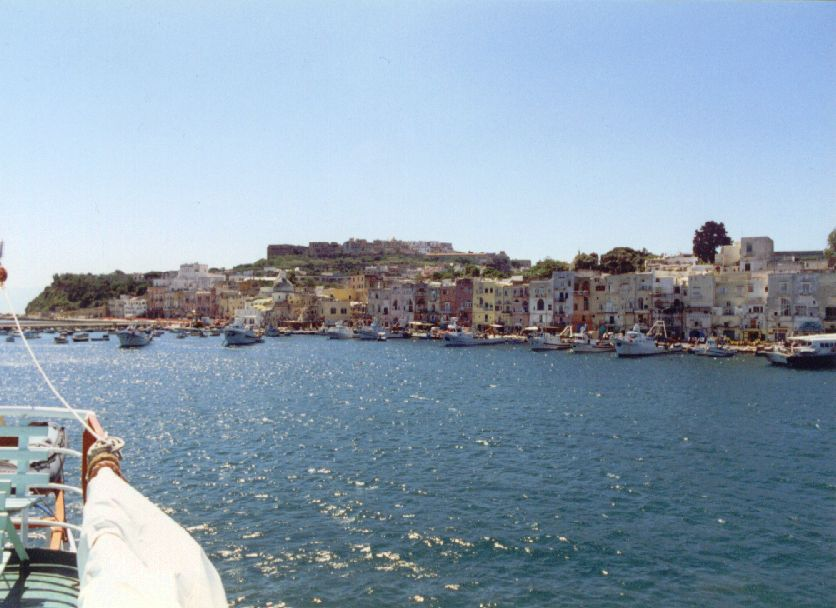
Procida, widok od morza

Procida – miejscowość i gmina we Włoszech, w regionie Kampania, w prowincji Neapol.
Wyspa na Morzu Tyrreńskim.
Według danych na rok 2004 gminę zamieszkiwało 10 635 osób, 2658,8 os./km².